# Gongylotaxis
Gongylotaxis là chi thực vật có hoa trong họ Apiaceae.